# اشلی ایتام
اشلی ایتام (انگلیسی: Ashley Eastham؛ زادهٔ ۲۲ مارس ۱۹۹۱) بازیکن فوتبال اهل بریتانیا است.
از باشگاه‌هایی که در آن بازی کرده‌است می‌توان به باشگاه فوتبال بری، باشگاه فوتبال چلتنهام تاون، باشگاه فوتبال هاید، باشگاه فوتبال بلکپول، باشگاه فوتبال روچدیل، باشگاه فوتبال کارلایل یونایتد، باشگاه فوتبال فلیتوود، و باشگاه فوتبال نوتس کانتی اشاره کرد.